# Antoni Pułaski
Antoni Pułaski herbu Ślepowron (ur. 9 marca 1747 roku, zm. 26 lutego 1813 roku w Korytyszczach koło Deraźni) – generał major wojsk koronnych, zastępca marszałka, konsyliarz oraz sekretarz generalny konfederacji targowickiej, konsyliarz konfederacji generalnej konfederacji barskiej, członek konfederacji grodzieńskiej 1793 roku, rotmistrz kawalerii narodowej w 1779 roku, starosta czereszeński.

## Życiorys
Syn Józefa marszałka konfederacji barskiej, brat Kazimierza i Franciszka Ksawerego, pradziad Kazimierza Ferdynanda.
W 1764 roku podpisał elekcję Stanisława Augusta Poniatowskiego. Był asesorem na sejmiku elekcyjnym czerskim w 1767 roku.
Brał udział w orężnych i dyplomatycznych poczynaniach konfederacji barskiej. 29 lutego 1768 roku podpisał akt konfederacji barskiej, mianowany konsyliarzem konfederacji generalnej. Otrzymał rangę pułkownika i komendę chorągwi w nowo uformowanym pułku pod znakiem Krzyża Świętego. Przez pewien czas przebywał w niewoli rosyjskiej w Kijowie i Kazaniu. Uwolniony z zakazem powrotu do kraju, za udział w walce z powstaniem Pugaczowa w szeregach wojsk rosyjskich uzyskuje pozwolenie powrotu.
W 1775 roku wrócił do kraju, mianowany przez Stanisława Augusta Poniatowskiego pułkownikiem wojsk litewskich, posłował na kilka sejmów. Członek konfederacji Andrzeja Mokronowskiego w 1776 roku i poseł na sejm 1776 roku z ziemi czerskiej. Wybrany sędzią sejmowym na kadencję 1776-1778. Poseł województwa czernihowskiego na sejm 1778 roku. W 1780 roku był marszałkiem przedsejmowego sejmiku wołyńskiego. W latach 1780–1781 był deputatem województwa czernihowskiego na Trybunał Główny Koronny. W 1784 roku posłował na sejm z województwa wołyńskiego, ponownie został wyznaczony na sędziego sejmowego.
W 1791 został kawalerem Orderu Świętego Stanisława. Wziął udział w konfederacji targowickiej 20 kwietnia 1793, gdzie został jej marszałkiem koronnym i konsyliarzem konfederacji generalnej koronnej. Poseł województwa wołyńskiego na sejm grodzieński (1793). W 1793 odznaczony Orderem Orła Białego.
Posiadał majątek Oratów oraz klucze hołubecki i derażniański na Wołyniu.
Został też awansowany na stopień generała-majora. Pobierał jurgielt – stałą pensję z ambasady rosyjskiej i pruskiej. Z polecenia posła rosyjskiego Jakoba Sieversa został generalnym inspektorem wojsk koronnych. Rychło jednak usunął się z życia publicznego i ustąpił z urzędu, z powodu kolejnego rozbioru Polski. Kawaler Orderu św. Aleksandra Newskiego.